# 虎豹兒童遊樂場

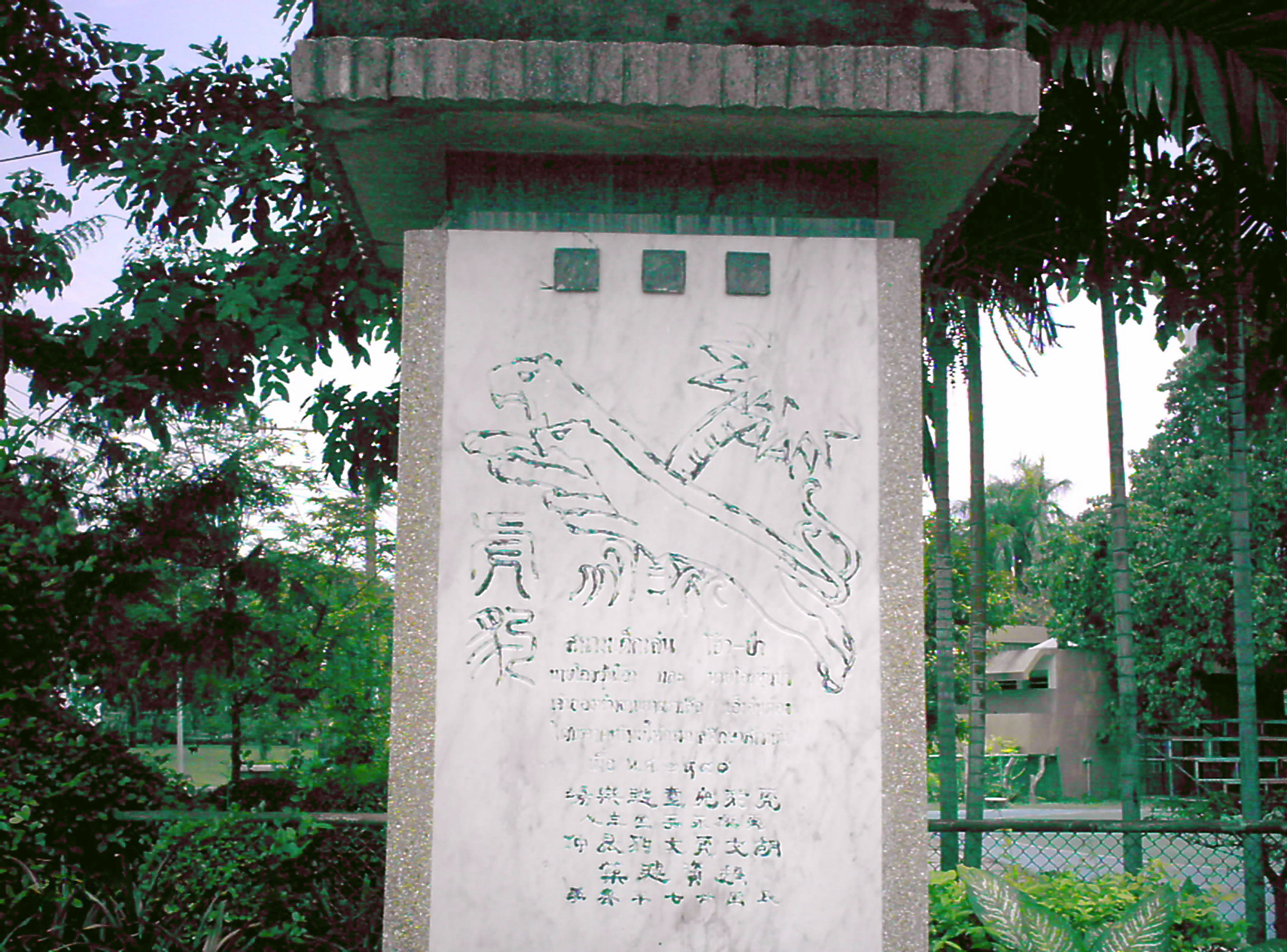
近觀虎豹兒童遊樂場裡的紀功碑

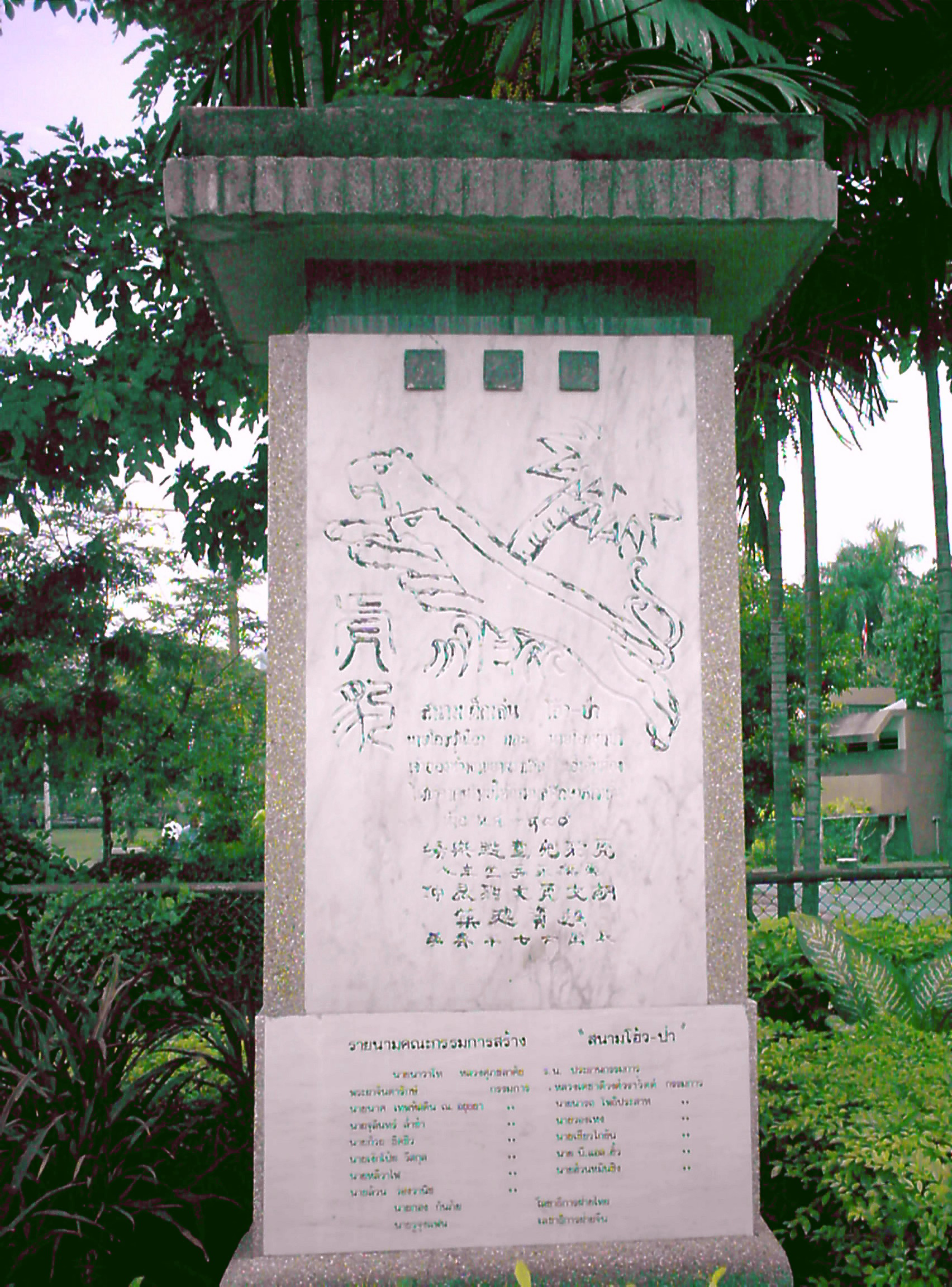
遠眺虎豹兒童遊樂場裡的紀功碑

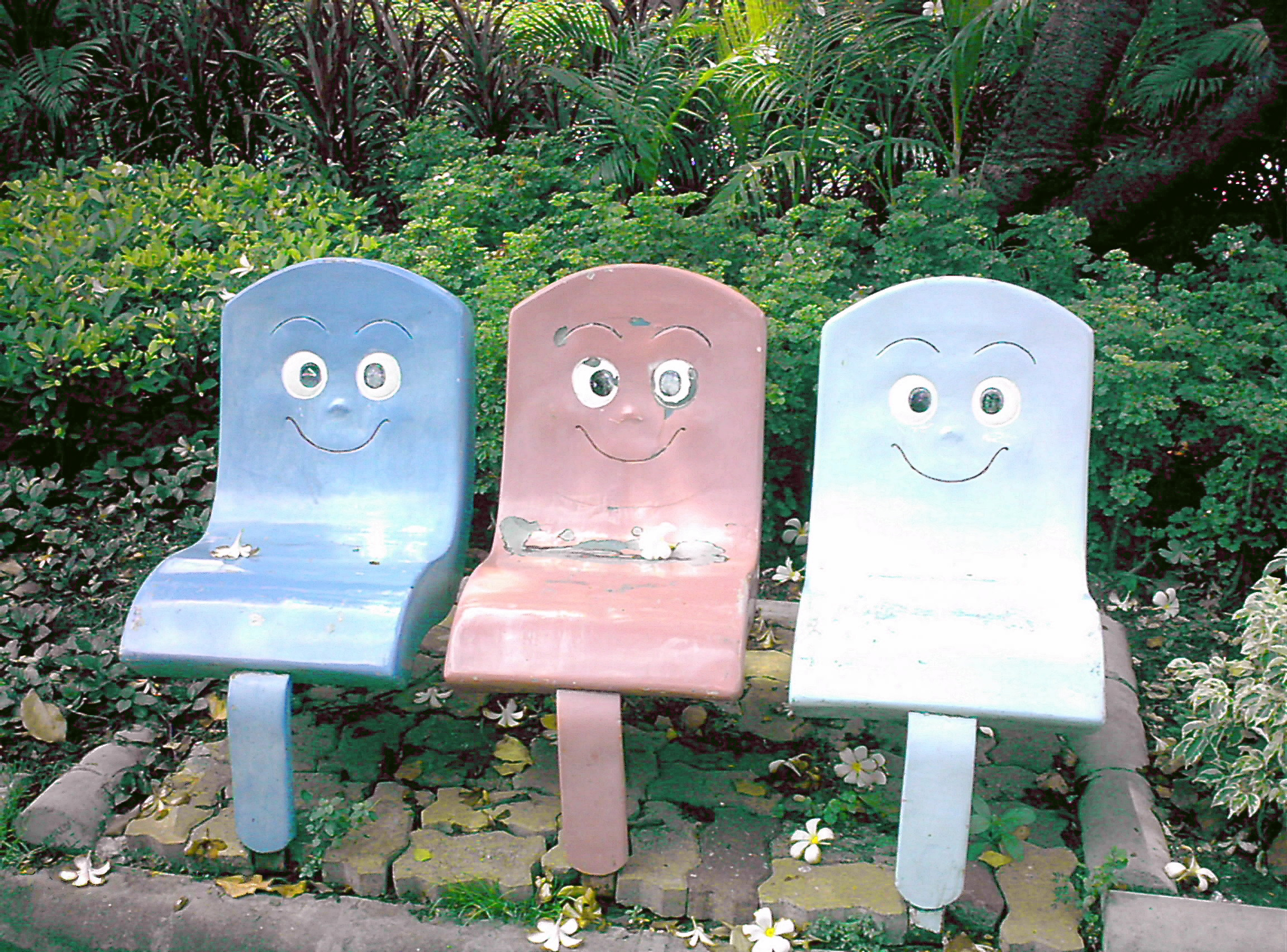
虎豹兒童遊樂場裡的冰條型座椅

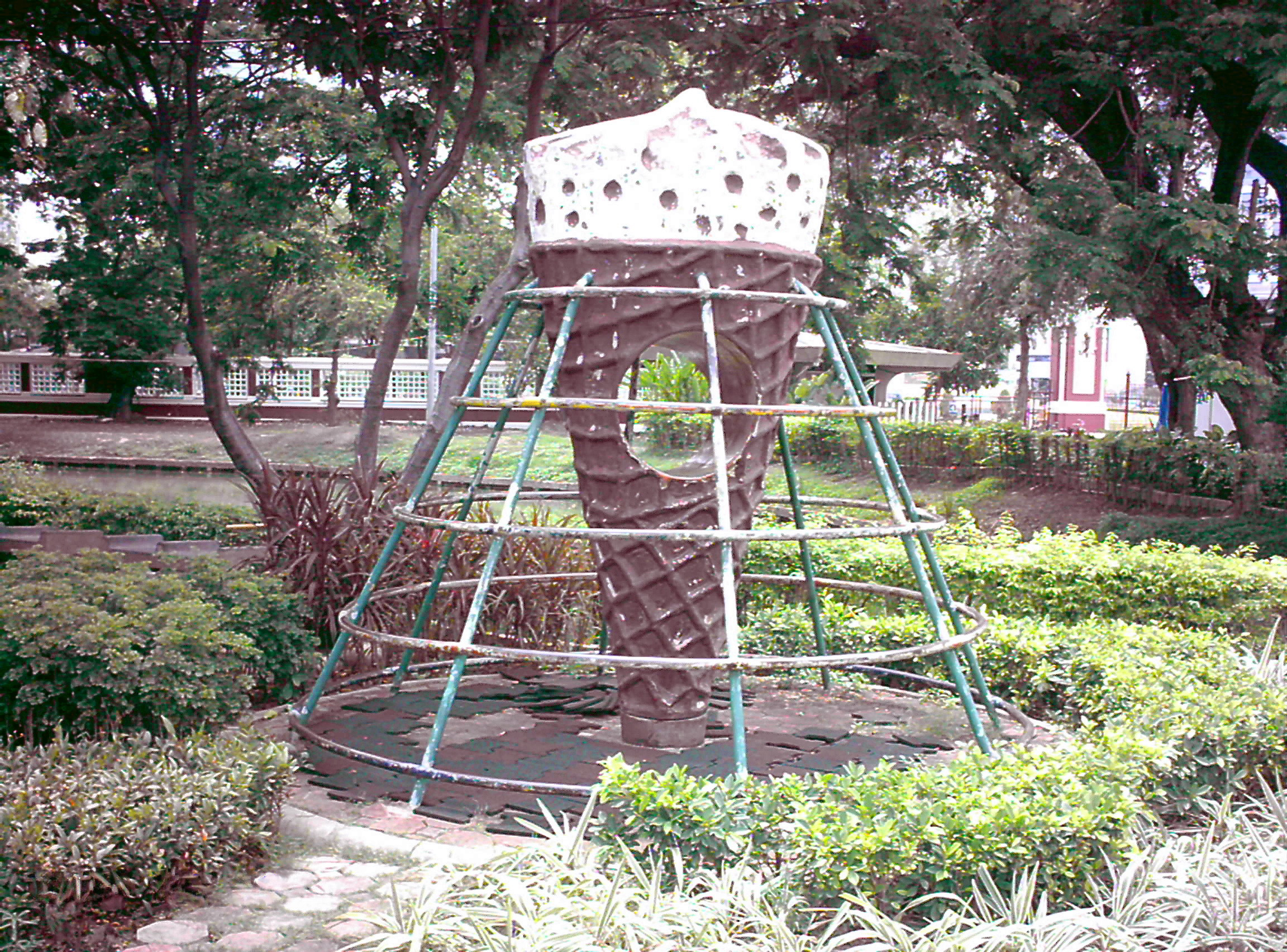
虎豹兒童遊樂場裡的甜筒型攀爬架

虎豹兒童遊樂場（英文：Hwa Par Children Playground）位於泰國曼谷巴吞旺縣沙拉信路（Sara Sin Road）、叻差南蒂路（Ratch Damri Road）、無線電路及拍喃四路之間的是樂園裡，由胡文虎在1938年春季捐款建築，以宣傳他的藥。

## 建築
- 紀功碑
  - 位於門口，上刻：「虎豹兒童遊樂場／虎標永安堂主人／胡文虎文豹昆仲／捐資建築／民國廿七年春季」
- 彩虹涼亭
- 冰淇淋型攀爬架
- 冰條型的座位
- 花圃
- 砂池

## 公共交通
- 曼谷地鐵，藍線，是隆車站出口1；
- 曼谷大眾運輸系統是隆線沙拉鈴車站出口 5。

## 外部連結
- 2008年11月拍攝的泰國曼谷之是樂園裡的虎豹兒童遊樂場之影像
- 2009年4月拍攝的泰國曼谷之是樂園裡的虎豹兒童遊樂場之影像 （页面存档备份，存于）